# Theridion niveum
Theridion niveum là một loài nhện trong họ Theridiidae.
Loài này thuộc chi Theridion. Theridion niveum được Octavius Pickard-Cambridge miêu tả năm 1898.